# Chris Cheney
Chris (nome completo Christopher John) Cheney (Melbourne, 2 gennaio 1975) è un cantante e chitarrista australiano.
È il chitarrista e cantante solista del gruppo australiano The Living End. La sua chitarra è una Gretsch White Falcon e lui usa principalmente distorsioni e effetti di modulazione.

## Vita
Cheney ha frequentato la scuola elementare Jell Park dall'81 all'87 nel Wheelers Hill, a Melbourne, Victoria, Australia e il college Wheelers Hill. Successivamente ha studiato jazz al Box Hill Institute of TAFE.

## Carriera
Cominciò la sua carriera con il contrabbassista Scott Owen negl'anni novanta, in una cover-band di Melbourne, "The Runaway Boys", che prese il suo nome da una canzone dei Stray Cats avente lo stesso nome. Cheney afferma che gli Stray Cats sono uno dei suoi gruppi preferiti.

### The Living End
Nel 1995, Cheney e Owen han prodotto il loro materiale e formato i The Living End. In seguito hanno pubblicato due EP, Hellbound e It's For Your Own Good, il quale contiene il loro primo singolo From Here On In. Nel 1996, Mentre i Green Day erano in tour in Australia, i The Living End gli mandarono le loro EP, e guadagnarono uno spot di supporto nel loro tour, il quale ha poi condotto Triple J a suonare il loro primo singolo. Nel 1998 hanno pubblicato il loro omonimo album, che ha avuto successo con Prisoner of Society, e anche con altre canzoni come Second Solution, Monday, All Torn Down and Save The Day.